# دنیس اروبکو
دنیس اروبکو (روسی: Дени́с Ви́кторович Уру́бко؛ زادهٔ ۲۹ ژوئیهٔ ۱۹۷۳) کوهنورد اهل روسیه است. وی در سال ۲۰۰۹ با تابعیت قزاقستانی، به عنوان پانزدهمین کوهنورد صعودکننده به همه ۱۴ قله ۸ هزار متری و هشتمین کوهنوردی که بدون استفاده از کپسول اکسیژن این قله‌ها را صعود کرده، شناخته شد.
وی شهروند شوروی بود و پس از فروپاشی اتحاد جماهیر شوروی تابعیت قزاقستانی دریافت کرد که در سال ۲۰۱۲ این تابعیت را لغو و در سال تابعیت روسیه را دریافت کرد. اروبکو در سال ۲۰۱۳ تابعیت لهستان را دریافت کرد.
دنیس اروبکو در سال ۲۰۰۶ موفق شد با صعود قله البروس در ۳ ساعت و ۵۵ دقیقه و ۵۸ ثانیه، رکورد جدیدی در صعود این قله ثبت کند. وی همچنین توانست در مسابقه صعود خان تنگری، با صعود از کمپ اصلی در ارتفاع ۴۲۰۰ متری تا قله در ارتفاع ۷۰۱۰ متری و بازگشت به کمپ اصلی در مدت زمان ۱۲ ساعت و ۲۱ دقیقه، با اختلاف سه ساعت پیروز شود.
وی ۲ قله از ۸ هزار متری‌ها را در زمستان صعود کرده‌است. ماکالو در سال ۲۰۰۹ به همراه سیمونه مورو و گاشربروم ۲ در سال ۲۰۰۱ به همراه کوری ریچاردز و سیمونه مورو. او همچنین توانسته مسیرهای جدیدی بر روی چو ایو، ماناسلو و برود پیک باز کند. اروبکو در مجموع ۱۹ صعود ۸ هزار متری در کارنامه دارد و همچنین با صعود به ۵ قله ۷ هزار متری در اتحاد جماهیر شوروی سوسیالیستی سابق در مدت ۴۲ روز در سال ۱۹۹۹، توانست جایزه پلنگ برفی را به‌دست‌آورد.
وی در نجات الیزابت روول در زمستان سال ۲۰۱۸ در کوه نانگاپاربات نقش مهمی را ایفا کرد؛ ولی متأسفانه در این مأموریت که مابین صعود زمستانی قله k2 انجام می‌شد، تومک مکویچ که همنورد الیزابت روول بود هیچ‌گاه پیدا نشد.